# Vall Banc
Vall Banc és una entitat bancària amb seu a Escaldes-Engordany fundada l'any 2015 amb l'adjudicació per part de l'AREB andorrà dels actius de la Banca Privada d'Andorra (BPA). Forma part de l'Associació de Bancs Andorrans. El 2016 fou adquirit per J.C. Flowers & Co., empresa de capital inversió amb seu a Nova York.
El gener de 2021 va desembarcar a Espanya amb la compra d'Argenta Patrimonios, firma d'assessorament financer ubicada a Barcelona i que assessora més de 100 milions d'euros anuals de clients a Catalunya, Madrid i País Basc.
El setembre de 2021 el banc va anunciar que iniciava el darrer procés de traspàs d'actius de la BPA, que significa l'execució de la resolució judicial suïssa que habilitava a l'AREB a reclamar les posicions que hi tenia la BPA, i que seran traspassades a Vall Banc.
Crèdit Andorrà va anunciar el 27 de setembre de 2021 l'adquisició del 100% de Vall Banc.